# Juan Carlos Serrán
Juan Carlos Serrán(nascut com a Juan Carlos Gómez Giuntini) va ser un actor mexicà nascut a Argentina el 22 de gener de 1954, va debutar com a actor al món de les telenovel·les en 1984 amb Principessa. Com a segon treball relacionat amb les telenovel·les en Bianca Vidal l'any 1985. Igualment és reconegut i recordat pel seu paper de "Leandro Villanueva" en la telenovel·la El noveno mandamiento.
Entre els últims treballs de Juan Carlos Serrán figuren les sèries Como dice el dicho, El encanto del águila en 2011, Gritos de muerte y libertad, la telenovel·la Soy tu dueña en 2010 i Hermanos y detectives en 2009. En un escenari diferent cal destacar també el seu treball en Fast food Nation en 2006.
Serrán va morir el 2 de febrer de 2016 en Mèxic, a causa d'una sèpsia que patia, a les 04:00 am.

## Filmografia
- El encanto del águila (2011) .... Vicepresidente Ramón Coral
- Como dice el dicho (2011) ....
- Soy tu dueña (2010) .... Librado Manzanares
- Gritos de muerte y libertad (2010) .... Leonardo Bravo
- Hermanos y detectives (2009) ....
- Los simuladores (2009) ....
- Adictos (2009) ....
- Tormenta en el paraíso (2007) .... Lucio Trinidad
- Amar sin límites (2006) .... Aníbal Meléndez
- Fast Food Nation (2006) .... Esteban
- Mujer, casos de la vida real (1994-2006)
- Pablo y Andrea (2005) .... Juez Ortiz
- La esposa virgen (2005) .... Inspector
- Contra viento y marea (2005) .... Comandante Ruiz
- Amar otra vez (2004) .... Bonifacio
- Más allá del vacío (2004) ....
- Dame tu cuerpo (2003) .... Galileo Tonatiuh
- Zurdo (2003) .... Mr. Mendoza
- Vivan los niños (2002) .... Pietro Mortadello
- Entre el amor y el odio (2002) .... Vicente "Chente" Amaral
- La segunda noche (2001) ... Archi
- El noveno mandamiento (2001) .... Leandro Villanueva
- Guereja de mi vida (2001) .... Director Severiano A. Wilson
- Carita de ángel (2000) .... Rómulo Rossi
- Los muertos no hablan (2000) ....
- Maten al cazador (2000) .... El Jalisco
- Rosalinda (1999)
- Rencor apasionado (1998) .... Ricardo Del Campo
- Esmeralda (1997) .... Dionisio Lucero #1
- Azul (1996) .... Dr. Solórzano
- El vuelo del águila (1994) .... Félix Zuloaga
- Marimar (1994) .... Ulises
- Fray Marimar de las Casas] (1993) ....
- La última esperanza (1993-1995) .... Mariano
- Carrusel de las Américas (1992)
- La sonrisa del Diablo (1992) .... Poncho
- Mi pequeña Soledad (1990) .... Sebastián Díaz
- Dulce desafío (1988-1989) .... Federico Higuera
- Simplemente María (1989) .... Román López
- El rincón de los prodigios (1988) .... Ramón
- Monte Calvario (1988) .... Juan
- La indomable (1987) .... Gerardo
- Rosa salvaje (1987) .... Pedro Luis García
- Monte Calvario (1986) .... Juan
- Cicatrices del alma (1986) .... Sandro
- Enemigos a muerte (1985) .... Esbirro de Nicky
- Principessa (1984) .... Emilio
- Bianca Vidal (1982) ..... Alfonso